# Olympische Winterspiele 1980/Teilnehmer (Österreich)
| Gelbes Symbol für Goldmedaillen mit stilisierten Olympischen Ringen | Graues Symbol für Silbermedaillen mit stilisierten Olympischen Ringen | Braundes Symbol für Bronzemedaillen mit stilisierten Olympischen Ringen |
| ------------------------------------------------------------------- | --------------------------------------------------------------------- | ----------------------------------------------------------------------- |
| 3                                                                   | 2                                                                     | 2                                                                       |

Österreich nahm an den Olympischen Winterspielen 1980 in Lake Placid mit 33 Athleten und 10 Athletinnen teil.

## Flaggenträger
Fahnenträgerin bei der Eröffnungsfeier war die alpine Skirennläuferin Annemarie Moser-Pröll.

## Medaillen
Mit drei Gold- sowie je zwei Silber- bzw. Bronzemedaillen belegte das österreichische Team Platz 4 im Medaillenspiegel.

### Medaillenspiegel
| Rang   | Sportart    | Gold | Silber | Bronze | Gesamt |
| ------ | ----------- | ---- | ------ | ------ | ------ |
| 1      | Ski Alpin   | 2    | 1      | 1      | 4      |
| 2      | Skispringen | 1    | 1      | —      | 2      |
| 3      | Rennrodeln  | —    | —      | 1      | 1      |
| Gesamt | Gesamt      | 3    | 2      | 2      | 7      |

### Medaillengewinner
| Name/n                        | Sportart    | Wettkampf     |
| ----------------------------- | ----------- | ------------- |
| Gold                          |             |               |
| Annemarie Moser-Pröll         | Ski Alpin   | Abfahrt       |
| Leonhard Stock                | Ski Alpin   | Abfahrt       |
| Toni Innauer                  | Skispringen | Normalschanze |
| Silber                        |             |               |
| Peter Wirnsberger             | Ski Alpin   | Abfahrt       |
| Hubert Neuper                 | Skispringen | Großschanze   |
| Bronze                        |             |               |
| Hans Enn                      | Ski Alpin   | Riesentorlauf |
| Georg Fluckinger Karl Schrott | Rodeln      | Doppelsitzer  |

## Teilnehmer nach Sportarten

### Biathlon
| Athleten                                             | Wettbewerbe        | Zeit           | Fehler         | Rang |
| ---------------------------------------------------- | ------------------ | -------------- | -------------- | ---- |
| Siegfried Dockner                                    | 20 km Einzel       | 1:14:35,28 h   | 4 (0+1+0+3)    | 17   |
| Alfred Eder                                          | 10 km Sprint       | 35:58,27 min   | 4 (0+4)        | 23   |
| Alfred Eder                                          | 20 km Einzel       | 1:15:44,28 h   | 4 (2+2+0+0)    | 24   |
| Rudolf Horn                                          | 10 km Sprint       | 36:31,25 min   | 5 (1+4)        | 28   |
| Rudolf Horn                                          | 20 km Einzel       | 1:16:03,83 min | 6 (0+3+1+2)    | 26   |
| Franz-Josef Weber                                    | 10 km Sprint       | 34:25,28 min   | 1 (0+1)        | 11   |
| Rudolf Horn Franz-Josef Weber Josef Koll Alfred Eder | 4 × 7,5 km Staffel | 1:38:32,02 h   | 4+11 (0+3 4+8) | 6    |

### Bob
| Athleten                                                                | Wettbewerb | Lauf 1      | Lauf 2      | Lauf 3      | Lauf 4      | Gesamt      | Gesamt |
| Athleten                                                                | Wettbewerb | Lauf 1      | Lauf 2      | Lauf 3      | Lauf 4      | Zeit        | Rang   |
| ----------------------------------------------------------------------- | ---------- | ----------- | ----------- | ----------- | ----------- | ----------- | ------ |
| Franz Paulweber Gerd Zaunschirm                                         | Zweierbob  | 1:03,52 min | 1:03,67 min | 1:03,01 min | 1:03,70 min | 4:13,90 min | 9      |
| Kurt Oberhöller Fritz Sperling                                          | Zweierbob  | 1:03,58 min | 1:03,64 min | 1:03,13 min | 1:03,23 min | 4:13,58 min | 7      |
| Heinrich Bergmüller Bernhard Purkrabek Franz Rednack Fritz Sperling     | Viererbob  | 1:00,75 min | 1:00,77 min | 1:00,41 min | 1:00,69 min | 4:02,62 min | 4      |
| Walter Delle Karth jun. Kurt Oberhöller Franz Paulweber Gerd Zaunschirm | Viererbob  | 1:00,91 min | 1:01,12 min | 1:00,25 min | 1:00,67 min | 4:02,95 min | 5      |

### Eiskunstlauf
| Athleten                           | Wettbewerbe | Pflicht | Kurzprogramm/ Pflichttanz | Kür | Platzziffer | Gesamt | Gesamt |
| Athleten                           | Wettbewerbe | Pflicht | Kurzprogramm/ Pflichttanz | Kür | Platzziffer | Punkte | Rang   |
| ---------------------------------- | ----------- | ------- | ------------------------- | --- | ----------- | ------ | ------ |
| Claudia Kristofics-Binder          | Damen       | 5       | 7                         | 9   | 60          | 176,88 | 7      |
| Susi Handschmann Peter Handschmann | Eistanz     | -       | 11                        | 11  | 96          | 177,78 | 11     |

### Rodeln
| Athlet                               | Wettbewerb   | Lauf 1   | Lauf 2   | Lauf 3   | Lauf 4   | Gesamt       | Gesamt |
| Athlet                               | Wettbewerb   | Lauf 1   | Lauf 2   | Lauf 3   | Lauf 4   | Zeit         | Rang   |
| ------------------------------------ | ------------ | -------- | -------- | -------- | -------- | ------------ | ------ |
| Frauen                               |              |          |          |          |          |              |        |
| Christine Brunner                    | Einsitzer    | 36,642 s | 40,083 s | 39,833 s | 40,265 s | 2:39,823 min | 10     |
| Annefried Göllner                    | Einsitzer    | 40,378 s | 40,375 s | 40,489 s | 40,394 s | 2:41,636 min | 14     |
| Angelika Schafferer                  | Einsitzer    | 39,411 s | 40,249 s | 39,731 s | 39,544 s | 2:38,935 min | 7      |
| Männer                               |              |          |          |          |          |              |        |
| Albert Graf                          | Einsitzer    | 44,253 s | 44,524 s | 44,815 s | 44,431 s | 2:58,023 min | 9      |
| Gerhard Sandbichler                  | Einsitzer    | 44,128 s | 44,711 s | 44,305 s | 44,307 s | 2:57,451 min | 5      |
| Franz Wilhelmer                      | Einsitzer    | 44,162 s | 44,783 s | 44,159 s | 44,379 s | 2:57,483 min | 6      |
| Georg Fluckinger Karl Schrott        | Doppelsitzer | 39,509 s | 40,286 s | -        | -        | 1:19,795 min | Bronze |
| Günther Lemmerer Reinhold Sulzbacher | Doppelsitzer | 40,017 s | 40,486 s | -        | -        | 1:20,503 min | 9      |

### Ski alpin
| Athleten              | Wettbewerbe  | 1. Lauf     | 2. Lauf     | Gesamt      | Gesamt |
| Athleten              | Wettbewerbe  | 1. Lauf     | 2. Lauf     | Zeit        | Rang   |
| --------------------- | ------------ | ----------- | ----------- | ----------- | ------ |
| Frauen                |              |             |             |             |        |
| Ingrid Eberle         | Abfahrt      | -           | -           | 1:39,63 min | 6      |
| Ingrid Eberle         | Riesenslalom | 1:18,18 min | 1:29,24 min | 2:47,42 min | 14     |
| Ingrid Eberle         | Slalom       | 45,21 s     | 46,50 s     | 1:31,71 min | 13     |
| Lea Sölkner           | Riesenslalom | 1:18,30 min | DNS         | DNS         | DNS    |
| Lea Sölkner           | Slalom       | DNF         | DNF         | DNF         | DNF    |
| Annemarie Moser-Pröll | Abfahrt      | -           | -           | 1:37,52 min | Gold   |
| Annemarie Moser-Pröll | Riesenslalom | 1:15,64 min | 1:27,55 min | 2:43,19 min | 6      |
| Annemarie Moser-Pröll | Slalom       | DNF         | DNF         | DNF         | DNF    |
| Cornelia Pröll        | Abfahrt      | -           | -           | 1:42,44 min | 22     |
| Regina Sackl          | Riesenslalom | DNF         | DNF         | DNF         | DNF    |
| Regina Sackl          | Slalom       | DNF         | DNF         | DNF         | DNF    |
| Männer                |              |             |             |             |        |
| Hans Enn              | Riesenslalom | 1:20,31 min | 1:22,20 min | 2:42,51 min | Bronze |
| Hans Enn              | Slalom       | 53,70 s     | 51,42 s     | 1:45,12 s   | 4      |
| Werner Grissmann      | Abfahrt      | -           | -           | 1:47,21 min | 7      |
| Christian Orlainsky   | Riesenslalom | 1:21,92 min | 1:22,78 min | 2:44,70 min | 13     |
| Christian Orlainsky   | Slalom       | DSQ         | DSQ         | DSQ         | DSQ    |
| Anton Steiner         | Riesenslalom | 1:21,93 min | 1:23,83 min | 2:45,76 min | 18     |
| Anton Steiner         | Slalom       | 54,56 s     | 50,85 s     | 1:45,41 s   | 7      |
| Leonhard Stock        | Abfahrt      | -           | -           | 1:45,50 min | Gold   |
| Leonhard Stock        | Riesenslalom | 1:22,97 min | 1:24,43 min | 2:47,40 min | 26     |
| Leonhard Stock        | Slalom       | 56,43 s     | 53,98 s     | 1:50,41 min | 18     |
| Harti Weirather       | Abfahrt      | -           | -           | 1:47,70 min | 9      |
| Peter Wirnsberger     | Abfahrt      | -           | -           | 1:46,12 min | Silber |

### Skispringen
| Athleten      | Wettbewerb    | 1. Durchgang | 1. Durchgang | 2. Durchgang | 2. Durchgang | Gesamt | Gesamt |
| Athleten      | Wettbewerb    | Weite        | Punkte       | Weite        | Punkte       | Punkte | Rang   |
| ------------- | ------------- | ------------ | ------------ | ------------ | ------------ | ------ | ------ |
| Armin Kogler  | Normalschanze | 85,0 m       | 123,2        | 79,0 m       | 111,6        | 234,8  | 12     |
| Armin Kogler  | Großschanze   | 110,0 m      | 123,7        | 108,0 m      | 121,9        | 245,6  | 5      |
| Toni Innauer  | Normalschanze | 89,0 m       | 131,6        | 90,0 m       | 134,7        | 266,3  | Gold   |
| Toni Innauer  | Großschanze   | 110,0 m      | 126,2        | 107,0 m      | 119,5        | 245,7  | 4      |
| Hubert Neuper | Normalschanze | 82,5 m       | 116,7        | 88,5 m       | 128,8        | 245,5  | 6      |
| Hubert Neuper | Großschanze   | 113,0 m      | 129,9        | 114,5 m      | 132,5        | 262,4  | Silber |
| Alfred Groyer | Normalschanze | 85,5 m       | 124,5        | 83,5 m       | 120,8        | 245,3  | 7      |
| Hans Millonig | Großschanze   | 97,0 m       | 101,5        | 100,5 m      | 107,4        | 208,9  | 25     |